# 16669 Ріонуево
16669 Ріонуево (16669 Rionuevo) — астероїд головного поясу, відкритий 8 грудня 1993 року.
Тіссеранів параметр щодо Юпітера — 3,795.